# Rheinische Kunststätten
Rheinische Kunststätten ist eine vom Rheinischen Verein für Denkmalpflege und Landschaftsschutz (RVDL) ab 1935 herausgegebene monographische Schriftenreihe. Das Anliegen der Reihe geht aus dem Titelzusatz Schriftenreihe für Denkmalpflege, Ortsbildpflege und Kunstgeschichte hervor, mit dem die Bände teils versehen waren. In den einzelnen Heften werden die wichtigsten rheinischen Kunststätten ausführlich vorgestellt. Dabei handelt es sich teilweise um einzelne Bauwerke, teilweise aber auch um Orte oder Kulturlandschaften. Die einzelnen Hefte sind dabei als handliche Führer konzipiert, wollen aber auch auf den (kunst)historischen Wert gefährdeter Landschaften oder Ortsbilder aufmerksam machen. An der Auswahl der behandelten Objekte lässt sich auch das gewandelte Denkmalverständnis ablesen: Während in der Anfangszeit überwiegend mittelalterliche Burgen und Kirchen oder frühneuzeitliche Schlösser aufgenommen wurden, sind heute auch Industriedenkmäler oder Bauten der Nachkriegsmoderne vertreten.
Ab 1952 (d. h. nach der Fortsetzung der Reihe nach Nationalsozialismus und Zweitem Weltkrieg) wurde sie teils als N.F. bezeichnet. Die Zählung ihrer Bände weist starke Unregelmäßigkeiten auf. Zahlreiche Hefte wurden, teils mehrfach, neu aufgelegt oder überarbeitet. Das folgende ortsalphabetische Titelverzeichnis erhebt keinen Anspruch auf Aktualität oder Vollständigkeit:

## Ortsalphabetisches (einschließlich Ortsteil) Titelverzeichnis

### A
- Die Bilal-Moschee in Aachen. Von Julia Maxelon. 2014, ISBN 978-3-86526-101-4. RK-Heft Nr. 551
- Bauten der Rheinisch-Westfälischen Technischen Hochschule in Aachen. Von Ingeborg Schild u. Reinhard Dauber. 1994, ISBN 3-88094-769-4. RK-Heft Nr. 400
- Aachen/Burg Frankenberg. Von Hans Feldbusch. Neuß 1965. RK-Heft Nr. 4–5/1965
- Der Katschhof in Aachen. Von Susanne Boecker. 1992, ISBN 3-88094-703-1. RK-Heft Nr. 372
- Der Lousberg-Park in Aachen. Von Thomas Terhart. 1988, ISBN 3-88094-611-6. RK-Heft Nr. 338
- Der Lousberg in Aachen. Feuersteinbergbau vor 5500 Jahren. Von Jürgen Weiner. 1998, ISBN 3-88094-842-9. RK-Heft Nr. 436
- Aachen-Kornelimünster. Geschichte, Denkmäler u. Schätze. Von Leo Hugot †. 3. Aufl., 1990, ISBN 3-88094-676-0. RK-Heft Nr. 66
- Der Aalschokker Maria Theresia. Von Heike Lützenkirchen und Nadine Kerkhoff. 2011, ISBN 978-3-86526-059-8. RK-Heft Nr. 526
- Stadt Adenau in der Eifel. Von Michael Losse. 1987, ISBN 3-88094-549-7. RK-Heft Nr. 322
- Die Marien-Wallfahrtskapelle zu Ahrbrück-Pützfeld (Ahr). Von Magnus Backes, mit einem Beitrag von Alois Thomas. 3., verbesserte Aufl., 1990, ISBN 3-88094-680-9. RK-Heft Nr. 84
- Andernach (Innenstadt). Von O. H. Schindler u. Manfred Huiskes. 2., neu bearbeitete Aufl., 1979, ISBN 3-88094-277-3. RK-Heft Nr. 8
- Burg Namedy in Andernach-Namedy. Von Paul-Georg Custodis, Heide Prinzessin zu Hohenzollern-Sigmaringen u. Jan Meißner. 1996, ISBN 3-88094-791-0. RK-Heft Nr. 420
- Armsheim in Rheinhessen u. seine ehemalige Wallfahrtskirche. Von Heinrich Steitz. 1985, ISBN 3-88094-515-2. RK-Heft Nr. 306
- Kloster Arnstein an der Lahn. Von Hermann Heck. 1968, ISBN 3-88094-047-9. RK-Heft Nr. 9

### B
- Stadt Bacharach. Von Hans Caspary. 3., neu bearbeitete Aufl., 1991, ISBN 3-88094-639-6. RK-Heft Nr. 11
- Die Wernerkapelle in Bacharach am Rhein. Von Friedrich Ludwig Wagner u. Arnold Wolff. 2. (im Heft irrtüml. 8.), neu bearb. u. erw. Aufl., 1997, ISBN 3-88094-819-4 (im Heft irrtüml. 788-0). RK-Heft Nr. 276
- Bad Bertrich. Von Alfons Friderichs, Karl Josef Gilles u. Friedrich Otto. 2., veränd. Aufl., 1981, ISBN 3-88094-392-3. RK-Heft Nr. 184
- Bad Ems. Von Paul-Georg Custodis. 2., berichtigte Aufl., 1980, ISBN 3-88094-326-5. RK-Heft Nr. 174
- Die katholische Pfarrkirche St. Martin in Bad Ems. Von Hans-Jürgen Kotzur. 1980, ISBN 3-88094-368-0. RK-Heft Nr. 251
- Die Nieverner Hütte in Fachbach bei Bad Ems. Von Agnes Allroggen-Bedel, Ulrich Brand, Ute Brand und Peter Wilhelm Ortseifen. 1989, ISBN 3-88094-638-8. RK-Heft Nr. 345
- Schloss Arenfels bei Bad Hönningen. Von Paul-Georg Custodis. 2005, ISBN 3-88094-925-5. RK-Heft Nr. 486
- Bad Kreuznach. Von Ernst Emmerling. 1976, ISBN 3-88 094-163-7. RK-Heft 187
- Die Ebernburg in Bad Münster am Stein-Ebernburg. Von Otto Böcher. 1984, ISBN 3-88094-488-1 (im Heft irrtümlich mit Endziffer 489-X). RK-Heft Nr. 299
- Die Ebernburg in Bad Münster am Stein. Von Otto Böcher. 2. verb. Aufl., 2007, ISBN 978-3-86526-011-6. RK-Heft Nr. 299
- Bad Münstereifel-Iversheim. Römische Kalkbrenner im Rheinland. Von Walter Sölter. 2005, ISBN 3-88094-885-2. RK-Heft Nr. 490
- Bad Neuenahr (Stadt Bad Neuenahr-Ahrweiler). Von Josef Ruland. 1993, ISBN 3-88094-721-X. RK-Heft Nr. 386
- Bassenheim bei Koblenz. Von Bernhard Gondorf. 1984, ISBN 3-88094-477-6. RK-Heft Nr. 296
- Die Simultankirche in Bechtolsheim (Rheinhessen). Von Regine Dölling. 1980, ISBN 3-88094-316-8. RK-Heft Nr. 232
- Stadt Bedburg an der Erft. Von Heinz Firmenich. 2., veränd. Aufl., 1987, ISBN 3-88094-563-2. RK-Heft Nr. 13
- Gemeinde Bedburg-Hau. Von Karl-Heinz Hohmann. 2003, ISBN 3-88094-910-7. RK-Heft Nr. 479
- Museum Schloß Moyland und sein Park in Bedburg-Hau (Kreis Kleve). Von Karl-Heinz Hohmann, Rose u. Gustav Wörner†. 2., neu bearb. u. erw. Aufl., 1998, ISBN 3-88094-825-9. RK-Heft Nr. 346
- Bedburg-Kaster. Von Ludwig Theißen. 2. völlig neu bearb. Aufl., 1982, ISBN 3-88094-411-3. RK-Heft Nr. 42
- Beilstein an der Mosel. Von Alfons Friderichs u. Karl Josef Gilles, überarbeitet von Reinhold Schommers. 2. veränd. Aufl., 1987, ISBN 3-88094-591-8. RK-Heft Nr. 242
- Die Sayner Hütte in Bendorf. Von Paul-Georg Custodis. 2. Aufl., 1986, ISBN 3-88094-550-0 (im Heft irrtümlich mit Endziffer 553-3). RK-Heft Nr. 241
- Bendorf-Sayn. Von Franz-Hermann Kemp (†) u. Udo Liessem, unter Mitwirkung von Dietrich Schabow. 2. Aufl., 1988, ISBN 3-88094-615-9. RK-Heft Nr. 294
- Bensberg. Von Heinz Firmenich. Neuß 1964 (ohne Nr.)
- Katholische Pfarrkirche St. Remigius u. St.-Georgs-Kapelle in Bergheim an der Erft. Von Matthias Weber. 1983, ISBN 3-88094-450-4. RK-Heft Nr. 282
- Die katholische Pfarrkirche St. Pankratius und das Schloß in Bergheim-Paffendorf (Erft). Von Rudolf Meinecke. 1983, ISBN 3-88094-454-7. RK-Heft Nr. 284
- Herz Jesu Kirche in Bergisch Gladbach-Schildgen. Von Godehard Hoffmann. RK-Heft Nr. 531, Köln 2011
- Schloss Lerbach in Bergisch Gladbach. Von Eva Effertz. 2007, ISBN 978-3-86526-012-3. RK-Heft 497
- Das neue Schloß Bensberg in Bergisch Gladbach. Von Barbara Precht-von Taboritzki. 1996, ISBN 3-88094-802-X. RK-Heft Nr. 418
- Die Pfarrkirche St. Nikolaus in Bergisch Gladbach-Bensberg. Von Andreas Stürmer u. Klaus-Ludwig Thiel. 1991, ISBN 3-88094-695-7. RK-Heft Nr. 370
- Die kath. Pfarrkirche St. Clemens in Bergisch Gladbach-Paffrath. Von Bernhard Weyer. 1988, ISBN 3-88094-626-4. RK-Heft Nr. 341
- Bergneustadt. Das historische Altstadtensemble. Von Marianne Hack. 1996, ISBN 3-88094-803-8. RK-Heft Nr. 421
- Die evangelische Kirche in Bergneustadt-Wiedenest. Von Wilfried Hansmann. 3., veränd. Aufl., 1989, ISBN 3-88094-618-3. RK-Heft Nr. 173
- Berndorf (Hohe Eifel). Von Hans-Gregor Adrian. 1985, ISBN 3-88094-505-5. RK-Heft Nr. 304
- Stadt Bingen. Von Ernst Emmerling. Neuss 1974. RK-Heft Nr. 2
- Stadt Bitburg in der Eifel. Von Marie Luise Niedwodniczanska. 1993, ISBN 3-88094-746-5. RK-Heft Nr. 392
- Der Tiergartentunnel von Burg Blankenheim. Von Klaus Grewe. 2000, ISBN 3-88094-869-0. RK-Heft Nr. 455
- Maria Himmelfahrt in Bleialf und Filialkirchen. Von Franz Meier. 1. Aufl., 2009, ISBN 3-86526-041-1. RK-Heft Nr. 512
- Rundturmkirchen im Bliesgau. Von Heidi Kügler. 1993, ISBN 3-88094-755-4. RK-Heft Nr. 394
- Blieskastel. Von Peter Volkelt. 1995, ISBN 3-88094-782-1. RK-Heft Nr. 407
- Die Stephanskirche in Blieskastel-Böckweiler. Von Isolde Köhler-Schommer. 1990, ISBN 3-88094-664-7. RK-Heft 356
- Heilig Kreuz in Bonn-Limperich. Von Wilfried Hansmann und Christian Jacob. RK-Heft Nr. 547, 1. Auflage, Köln 2013
- Das Ensemble Beethoven-Haus in Bonn. Von Silke Bettermann u. Michael Ladenburger. 2008, ISBN 978-3-86526-033-8. Rk-Heft Nr. 510
- Die Heilige Stiege auf dem Kreuzberg in Bonn. Von Gisbert Knopp. 6., vollst. überarb. Aufl., 2003, ISBN 3-88094-906-9. RK-Heft Nr. 20
- Das Münster in Bonn. Von Albert Verbeek. 2., veränd. Aufl., 1983, ISBN 3-88094-446-6. RK-Heft Nr. 213
- Die Pfarrkirche St. Marien in Bonn. Von Petra Krutisch. in Vorbereitung, ISBN 3-88094-710-4.
- Die Pfarr- und Minoritenkirche St. Remigius in Bonn. Von Hans Peter Hilger. 3. Aufl., 1987, ISBN 3-88094-573-X. RK-Heft Nr. 170
- Pfarrkirche St. Laurentius in Bonn-Lessenich. Von Udo Mainzer. 2001, ISBN 3-88094-870-4. RK-Heft Nr. 456
- Universitätsbauten in Bonn. Von Gisbert Knopp u. Wilfried Hansmann. 2., erw. Aufl., 1987, ISBN 3-88094-568-3. RK-Heft Nr. 190
- Historische Bauten und Park der Rheinischen Landesklinik in Bonn. Von Gisbert Knopp u. Dagmar Kennemann. 1995, ISBN 3-88094-783-X. RK-Heft Nr. 413
- Bonn-Bad Godesberg. Vom Kurfürstlichen Bad zur Diplomatenstadt. Von Herbert Strack. 2., neu bearb. Aufl., 1990, ISBN 3-88094-635-3. RK-Heft Nr. 134
- Michaelskapelle und Marienkirche in Bonn-Bad Godesberg. Von Norbert Schloßmacher. 2000, ISBN 3-88094-866-6. RK-Heft Nr. 454
- Die Pfarrkirche St. Gallus in Bonn-Küdinghoven. Von Magdalena Schmoll. 1983, ISBN 3-88094-452-0. RK-Heft Nr. 287
- Die Doppelkapelle in Bonn-Schwarzrheindorf. Von Günther Binding u. Albert Verbeek†. 12., neu bearb. Aufl., 1991, ISBN 3-88094-691-4. RK-Heft Nr. 93
- Boppard von Wilhelm Jung. Neuß 1955 (ohne Nr.)
- Die Pfarrkirche St. Severus in Boppard. Von Ernst Götz und Susanne Kern. RK-Heft Nr. 540, 1. Auflage, Köln 2013
- Stadt Bornheim im Vorgebirge. Von Norbert Zerlett †. 1981, ISBN 3-88094-349-4. RK-Heft Nr. 243
- Burg und Dorf Bruch bei Wittlich. Von Klaus Freckmann u. Werner Graetz. 1981, ISBN 3-88094-388-5. RK-Heft Nr. 260
- Bruchhausen (Verbandsgemeinde Unkel). Von Werner Schönhofen. 1994, ISBN 3-88094-777-5. RK-Heft Nr. 406
- Brüggen im Naturpark Schwalm-Nette. Von Karl-Heinz Hohmann. 1973, ISBN 3-88094-044-4. RK-Heft Nr. 154
- Schloß Augustusburg zu Brühl. Von Wilfried Hansmann. 6., veränd. Aufl., 1990, ISBN 3-88094-656-6. RK-Heft Nr. 23
- Augustusburg Palace at Brühl. Von Wilfried Hansmann. 2., veränd. Aufl., 1991, ISBN 3-88094-678-7. RK-Heft Nr. 23a
- Le Château Augustusburg à Brühl. Von Wilfried Hansmann. 1982, ISBN 3-88094-417-2. RK-Heft Nr. 23b
- Das Jagdschloß Falkenlust zu Brühl. Von Wilfried Hansmann. 6., neu bearb. Aufl., 1990, ISBN 3-88094-655-8. RK-Heft Nr. 149
- Stadt Brühl. Von Heinz Firmenich unter Mitarbeit von Paul-Georg Custodis. 3., veränd. Aufl., 1985, ISBN 3-88094-514-4. RK-Heft Nr. 126
- Gemeinde Bruttig-Fankel an der Mosel. Von Reinhold Schommers. 1992, ISBN 3-88094-675-2. RK-Heft Nr. 371
- Gemeinde Burgbrohl und Andernach-Bad Tönisstein. Von Kurt Degen. 1993, ISBN 3-88094-744-9 (im Heft irrtümlich -774-9). RK-Heft Nr. 388
- Die ehemalige Propstei St. Servatius in Burgbrohl-Buchholz. Von Wolf-Manfred Müller. 1993, ISBN 3-88094-728-7. RK-Heft Nr. 376
- Alt St. Ulrich in Frechen-Buschbell. Von Martin Bock. Alt St. Ulrich in Frechen-Buschbell (= Rheinische Kunststätten, Heft 581). Media Cologne Kommunikationsmedien, Hürth 2022, ISBN 978-3-86526-139-7.

### C
- Stadt Cochem. Von Kurt Erbar u. Reinhold Schommers. 3., erw. Aufl., 1993, ISBN 3-88094-757-0. RK-Heft Nr. 317
- Burgruine Winneburg bei Cochem. Von Lorenz Frank und Michael Huyer. 2005, ISBN 3-88094-547-0. RK-Heft Nr. 492

### D
- Dausenau an der Lahn. Von Stefan Fischbach. 1. Auflage, Köln 2013. RK-Heft Nr. 548
- Dausenau an der Lahn und seine St.-Kastor-Kirche. Von Rolf Hübner. 3. Aufl., 1980, ISBN 3-88094-335-4. RK-Heft Nr. 168
- Diez an der Lahn mit Schloß Oranienstein. Von Paul-Georg Custodis u. Fred Storto. 1987, ISBN 3-88094-577-2. RK-Heft Nr. 318
- Die Pfarrkirche St. Vicentius zu Dinslaken. Von Willi Dittgen. 1981, ISBN 3-88094-386-9. RK-Heft Nr. 257
- Dittelsheim-Heßloch in Rheinhessen. Kirchen und Baudenkmäler. Von H. Wulfert. 2001, ISBN 3-88094-886-0. RK-Heft Nr. 468
- Stadt Dormagen. Von Heinz Dohmen. 1979, ISBN 3-88094-274-9. RK-Heft Nr. 217
- Die ehemalige Prämonstratenser-Stiftskirche Knechtsteden in Dormagen. Von Walter Schulten. 9. Aufl., 1990, ISBN 3-88094-661-2. RK-Heft Nr. 48
- Dudeldorf bei Bitburg. Von Marie Luise Niewodniczanska. 1985, ISBN 3-88094-501-2. RK-Heft Nr. 303
- Architektur der fünfziger Jahre in Düren. Von Heinrich Otten. 2004, ISBN 3-88094-880-1. RK-Heft Nr. 463
- Orte der Düsseldorfer Malerschule. Spuren der Künstler in Düsseldorf. Von Bettina Baumgärtel, Kathrin DuBois, Gabriele Ewenz, Elias H. Füllenbach, Dawn Leach, Christian Liedtke, Benedikt Mauer, Michael Puls, Nicole Roth, Sabine Schroyen, Inge Zacher. RK-Heft Nr. 528, Köln 2011
- Der Golzheimer Friedhof in Düsseldorf. Von Claus Lange und Inge Zacher, 2011, ISBN 978-3-86526-070-3, RK-Heft Nr. 534
- Architektur der fünfziger Jahre des 20. Jahrhunderts in Düsseldorf. Profanbauten ohne Schulen und Brücken. Von Jörg Heimeshoff. 1. Aufl.,1990, ISBN 3-88094-671-X. RK-Heft Nr. 360
- Burgplatz und Marktplatz zu Düsseldorf. Zwei historische Plätze der Altstadt. Von Sonja Schürmann. 1988, ISBN 3-88094-598-5. RK-Heft Nr. 330
- Der Hofgarten in Düsseldorf. Von Claus Lange. 2006, ISBN 3-86526-003-9. RK-Heft 495
- Der Nordpark in Düsseldorf. Von Claus Lange. 1994, ISBN 3-88094-749-X. RK-Heft Nr. 393
- Regierungspräsidium und Oberlandesgericht in Düsseldorf. Von Gisbert Knopp. 2., vollständig überarbeitete und ergänzte Aufl., 2008, ISBN 978-3-86526-020-8. RK-Heft Nr. 428
- Die Rolandschule in Düsseldorf. Von Ulrike Scheffler-Rother. 2004, ISBN 3-88094-916-6. RK-Heft Nr. 464
- Schloß und Park Benrath in Düsseldorf. Von Inge Zacher. 2., neu bearb. Aufl., 1998, ISBN 3-88094-823-2. RK-Heft Nr. 14
- St. Andreas in Düsseldorf. Von Irmgard Büchner. 1976, ISBN 3-88094-164-5. RK-Heft Nr. 186
- St. Lambertus in Düsseldorf. Von Norbert Nußbaum. 1984, ISBN 3-88094-472-5. RK-Heft Nr. 293
- St. Maximilian in Düsseldorf. Von Sonja Schürmann. 1979, ISBN 3-88094-281-1. RK-Heft Nr. 210
- Der Düsseldorfer Nordfriedhof. Von Claus Lange. 2010, ISBN 978-3-86526-045-1. RK-Heft Nr. 515
- St. Peter in Düsseldorf-Friedrichstadt. Von Helmut Fußbroich. 1991, ISBN 3-88094-674-4. RK-Heft Nr. 365
- Düsseldorf-Gerresheim. Von Karl Bernd Heppe†, 2. Aufl., 1994, ISBN 3-88094-775-9. RK-Heft Nr. 350
- Die Bunkerkirche in Düsseldorf-Heerdt. Von Bruno Kammann. 2000, ISBN 3-88094-851-8. RK-Heft 443
- St. Benediktus in Düsseldorf-Heerdt. Von Irmingard Achter u. Norbert Schloßmacher. 1982, ISBN 3-88094-410-5. RK-Heft Nr. 267
- St. Nikolaus in Düsseldorf-Himmelgeist. Von Udo Mainzer. 2008, ISBN 978-3-86526-031-4. RK-Heft Nr. 508
- Düsseldorf-Himmelgeist. Von Gisbert Knopp, 1978, ISBN 3-88094-272-2. RK-Heft Nr. 215
- Düsseldorf-Kaiserswerth. Von Irmingard Achter. 3., neu bearb. u. erw. Aufl., 1994, ISBN 3-88094-779-1. RK-Heft Nr. 252
- St. Suitbertus-Stiftsplatz in Düsseldorf-Kaiserswerth. Von Klaus Seitz. 2005, ISBN 3-88094-347-8. RK-Heft Nr. 491
- Düsseldorf-Kalkum. Von Klaus Pfeffer. 2., veränd. Aufl., 1995, ISBN 3-88094-800-3. RK-Heft Nr. 178
- St. Josef in Düsseldorf-Oberbilk. Von Werner Roemer. 1993, ISBN 3-88094-765-1 (im Heft irrtüml. 738-4). RK-Heft Nr. 385
- Neanderkirche, Berger Kirche, Johanneskirche. Evangelische Kirchen in Düsseldorf-Stadtmitte. Von Ute Böggemann u. Gunter Eberhard †. 2. Aufl., 1991, ISBN 3-88094-673-6. RK-Heft Nr. 302
- St. Remigius in Düsseldorf-Wittlaer. Von Magdalena Kraemer-Noble. 3., neu bearb. Aufl., 2000, ISBN 3-88094-864-X. RK-Heft Nr. 185
- Die Salvatorkirche in Duisburg. Von Carl Dieter Hinnenberg. 2., veränd. u. erw. Aufl., 1990, ISBN 3-88094-651-5. RK-Heft Nr. 204
- Die Prämonstratenser-Abtei Hamborn in Duisburg. Von Friedrich Scheiermann. 1978, ISBN 3-88094-254-4. RK-Heft Nr. 211
- Die Pfarrkirche St. Dionysius in Duisburg-Mündelheim. Von Magdalena Kraemer-Noble. 1979, ISBN 3-88094-270-6. RK-Heft Nr. 220
- Die ehemalige Ausstellungshalle der Firma Krupp in Duisburg-Rheinhausen. Von Ulrike Robeck. 1994, ISBN 3-88094-747-3. RK-Heft Nr. 396
- Schloß Dyck (Gemeinde Jüchen). Bauten und Park. Von Hans Kisky† u. Bruno P. Kremer (Park, neu bearb.). 8. Aufl., 1995, ISBN 3-88094-788-0. RK-Heft Nr. 25

### E
- Die neue Synagoge Essen. Von Elfi Pracht-Jörns. 1. Auflage, 2013, ISBN 978-3-86526-095-6. RK-Heft Nr. 549, Köln 2013
- Zeche und Kokerei Zollverein in Essen. Von Walter Buschmann. 2. vollständig überarb. Aufl., 2010, ISBN 978-3-86526-058-1. RK-Heft Nr. 319, Köln 2010
- Das Essener Moltkeviertel. Von Tankred Stachelhaus. 2010, ISBN 978-3-86526-051-2. RK-Heft Nr. 521, Köln 2010
- Ruine Neu-Isenburg in Essen. Von Stefan Leenen. 2012, ISBN 978-3-86526-079-6. RK-Heft Nr. 536
- Ehrenstein im Westerwald. Von Leonie Gräfin von Nesselrode. 2010, ISBN 978-3-86526-048-2. RK-Heft Nr. 518
- Ediger-Eller an der Mosel. Von Alfons Friderichs, Karl Josef Gilles u. Wolfgang Wolpert. 1978, ISBN 3-88094-255-2. RK-Heft Nr. 212
- Ehrenstein im Westerwald. Von Leonie Gräfin von Nesselrode. RK-Heft Nr. 518, Köln 2010
- Kreuzbrüderkirche und Kloster Liebfrauenthal in Ehrenstein bei Neustadt an der Wied. Nach Hans Kisky†, überarb. u. erw. Von Werner Kettner† u. Bernhard Leisenheimer. 3. Aufl., 1986, ISBN 3-88094-559-4. RK-Heft Nr. 26
- Die ehemalige Augustinerinnen-Klosterkirche in Eitorf-Merten an der Sieg. Von Helmut Fischer. 2. Aufl., 1980, ISBN 3-88094-336-2. RK-Heft Nr. 224
- Gemeinde Ellenz-Poltersdorf an der Mosel. Von Reinhold Schommers. 1995, ISBN 3-88094-785-6. RK-Heft Nr. 414
- Elten am Niederrhein. Von Günther Binding. 2. Aufl., 1986, ISBN 3-88094-560-8. RK-Heft Nr. 197
- Die Burg in Eltville am Rhein. Von Lorenz Frank und Natalie Mielke. 2023, ISBN 978-3-86526-149-6. RK-Heft Nr. 590
- Eltville am Rhein. Von Helga Simon. 5., vollständig überarb. Aufl., 2002, ISBN 3-88094-899-2. RK-Heft Nr. 129
- Die Nieverner Hütte in Fachbach bei Bad Ems. Von Agnes Allroggen-Bedel, Ulrich Brand, Ute Brand u. Peter Wilhelm Ortseifen. 1989, ISBN 3-88094-638-8. RK-Heft Nr. 345
- Erftstadt-Lechenich. Von Frank Bartsch (= Rheinische Kunststätten Heft 582). Media Cologne Kommunikationsmedien, Hürth 2022, ISBN 978-3-86526-140-3.
- St. Lambertus in Erftstadt-Bliesheim. Von Frank Bartsch. 2003, ISBN 3-88094-908-5. RK-Heft Nr. 477
- St. Martin in Erftstadt-Friesheim. Von Hans Josef Zinken. 2000, ISBN 3-88094-857-7. RK-Heft Nr. 448
- St. Kunibert in Erftstadt-Gymnich. Von Matthias Weber. 1980, ISBN 3-88094-350-8. RK-Heft Nr. 245
- Schloß und Park Gracht in Erftstadt-Liblar. Von Sabine Boebé. 1990, ISBN 3-88094-636-1. RK-Heft Nr. 355
- Erpel. Von Paul-Georg Custodis. 2014, ISBN 978-3-86526-096-3. RK-Heft Nr. 550
- Erpel am Rhein. Von Hans Vogts†, überarb. Von Paul-Georg Custodis. 3., akt. Auflage, 1998, ISBN 3-88094-828-3. RK-Heft Nr. 29
- Stadt Eschweiler. Von Herbert Limpens. 1983, ISBN 3-88094-439-3. RK-Heft Nr. 271
- Zeche Zollverein in Essen. Von Walter Buschmann. 1987, ISBN 3-88094-576-4. RK-Heft Nr. 319
- Das ehemalige Amerika-Haus Ruhr in Essen. Von Andreas Benedict. 1994, ISBN 3-88094-767-8. RK-Heft Nr. 399
- Der Essener Dom. Von Walter Sölter. 2. Aufl. 1984, ISBN 3-88094-487-3. RK-Heft Nr. 265
- Das ehemalige Allbauhaus in Essen. Von Barbara Fischer. 1998, ISBN 3-88094-838-0. RK-Heft Nr. 433
- Das Moltkeviertel in Essen. Von Silke Lück. 2000, ISBN 3-88094-858-5. RK-Heft Nr. 449
- Das Verwaltungsgebäude der Zeche Helene in Essen-Altenessen. Von Andreas Stanicki. 1991, ISBN 3-88094-667-1 ·RK-Heft Nr. 364
- Schloß Schellenberg in Essen-Rellinghausen. Von Annette Walter. 1996, ISBN 3-88094-804-6. RK-Heft Nr. 422
- Die ehemalige Abteikirche Essen-Werden. Von Walter Sölter †. 1981, ISBN 3-88094-379-6. RK-Heft Nr. 254
- Die evangelische Kirche in Essen-Werden. Von Jörg Heimeshoff. 2000, ISBN 3-88094-872-0. RK-Heft Nr. 458
- Stadt Euskirchen. Von Heinz Firmenich. 1974, ISBN 3-88094-029-0. RK-Heft Nr. 112
- St. Nikolaus in Euskirchen-Kuchenheim. Von Frank Bartsch und Hans Helmut Wiskirchen. 2005, ISBN 3-88094-929-8. RK-Heft Nr. 488

### F
- Alt St. Ulrich in Frechen-Buschbell. Von Martin Bock. Alt St. Ulrich in Frechen-Buschbell (= Rheinische Kunststätten Heft 581). Media Cologne Kommunikationsmedien, Hürth 2022, ISBN 978-3-86526-139-7.
- Die Kirchen der Pfarre St. Sebastianus in Frechen-Königsdorf. Von Helmut Fußbroich. 1987, ISBN 3-88094-583-7. RK-Heft Nr. 326

### G
- Gemünd in der Eifel. Von Wilhelm Günther. 1966, ISBN 3-88094-081-9. RK-Heft Nr. 31
- Die Erlöserkirche in Gerolstein. Von Peter Daners. 2000, ISBN 3-88094-854-2. RK-Heft Nr. 445
- Die Pfarrkirche St. Martin zu Gersheim-Medelsheim im Bliesgau. Von Barbara Weyandt. 1990, ISBN 3-88094-663-9. RK-Heft Nr. 352
- Goch am Niederrhein. Von Stefan Frankewitz. 2010. RK-Heft Nr. 519
- Die ehemalige Zisterzienserinnenabtei Neukloster zu Graefenthal (Stadt Goch). Von Karl-Heinz Hohmann. 1997, ISBN 3-88094-821-6. RK-Heft Nr. 427
- Gemeinde Grefrath an der Niers. Von Ulrich Stevens. 1993, ISBN 3-88094-738-4. RK-Heft Nr. 395
- Grevenbroich-Frimmersdorf. Von Jan Wellem Euwens. 1986, ISBN 3-88094-562-4. RK-Heft Nr. 308
- Die evangelische Kirche in Gummersbach und ihre Umgebung. Von Jürgen Woelke. 1979, ISBN 3-88094-311-7. RK-Heft Nr. 231
- Die „bunte Kerke“ in Gummersbach-Lieberhausen. Von Wilfried Hansmann. 3. Aufl., 1990, ISBN 3-88094-654-X. RK-Heft Nr. 194

### H
- Stadt Hachenburg. Von Magnus Backes, 2., veränd. Aufl., 1980, ISBN 3-88094-327-3. RK-Heft Nr. 156
- Hammerstein am Rhein. Von Werner Schönhofen. 1987, ISBN 3-88094-582-9. RK-Heft Nr. 324
- Hanselaer bei Kalkar – Annexkirche von St. Nikolai in Kalkar. Von Hans Peter Hilger. 2. Aufl., 1978, ISBN 3-88094-259-5. RK-Heft Nr. 158
- Abtei Mariawald auf dem Kermeter in Heimbach (Eifel). Von Heinz Köllen. 1995, ISBN 3-88094-789-9. RK-Heft Nr. 415
- Kreisstadt Heinsberg. Von Richard Jochims u. Rita Müllejans-Dickmann. 2000, ISBN 3-88094-875-5. RK-Heft Nr. 459
- Hellenthal-Reifferscheid. Von Gabriele Böhm, Jürgen Eberhardt u. Ekkehard Kandler. 1994, ISBN 3-88094-762-7. RK-Heft Nr. 402
- Hennef-Bödingen. Von Werner Beutler u. Helmut Fischer. 3., neu bearb. Aufl., 1990, ISBN 3-88094-659-0. RK-Heft Nr. 119
- Hennef-Stadt Blankenberg. Von Helmut Fischer. 6., neu bearb. Aufl., 1986, ISBN 3-88094-520-9. RK-Heft Nr. 98
- Die Reformationskirche (vormals Jacobus Major) in Hilden. Von Wolfgang Wennig. 1975, ISBN 3-88094-084-3. RK-Heft Nr. 177
- Hillesheim in der Eifel. Von Herbert Wagner. Neuss 1975, ISBN 3-88094-022-3 RK-Heft Nr. 4
- Katholische Pfarrkirche Herz-Jesu in Hillesheim-Niederbettingen und ihre Kapellen. Von Matthias Weber. 1998, ISBN 3-88094-833-X. RK-Heft Nr. 431
- Saalkirchen der Hinteren Grafschaft Sponheim (Hunsrück). Von Annette Schommers u. Reinhold Schommers. 1989, ISBN 3-88094-613-2. RK-Heft Nr. 342
- Die Glashütte in Holsthum bei Bitburg. Von Josef Dreesen. 1990, ISBN 3-88094-665-5. RK-Heft Nr. 353
- Hottenbach bei Rhaunen im Hunsrück. Von Joachim Glatz. 1994, ISBN 3-88094-761-9. RK-Heft Nr. 403
- Stadt Hückelhoven. Von Henning Herzberg. 1987, ISBN 3-88094-533-0. RK-Heft Nr. 315
- Hülchrath. Von Hans Kisky. 1964, ISBN 3-88094-086-X. RK-Heft Nr. 35
- Gemeinde Hünxe an der Lippe. Von Willi Dittgen. 1983, ISBN 3-88094-447-4. RK-Heft Nr. 279
- Stadt Hürth. Von Manfred Faust. 3., völlig neu bearb. Aufl., 1993, ISBN 3-88094-726-0. RK-Heft Nr. 36
- St. Wendelinus in Hürth-Berrenrath. Von Helmut Fußbroich. 1995, ISBN 3-88094-781-3. RK-Heft Nr. 410
- Burgen und Schlösser im Hunsrück. Von Gustav Schellack u. Willi Wagner. 4., veränd. Aufl., 1979, ISBN 3-88094-271-4. RK-Heft Nr. 37

### I
- Ingelheim am Rhein. Von Dieter Krienke. 2010, ISBN 978-3-86526-046-8. RK-Heft Nr. 516
- Idar-Oberstein an der Nahe. Von Kurt Becker † u. Max Rupp, überarb. Von Klaus Eberhard Wild. 3., veränd. Aufl., 1990, ISBN 3-88094-641-8.·RK-Heft Nr. 166
- Die Igeler Säule in Igel bei Trier. Von Eberhard Zahn. 5., veränd. Aufl., 1982, ISBN 3-88094-424-5 (im Heft irrtümlich -425-5). RK-Heft Nr. 38
- Isenburg im Sayntal. Von Eugen Wasser. 1997, ISBN 3-88094-806-2. RK-Heft Nr. 425
- Gemeinde Issum am Niederrhein. Von Karl-Heinz Hohmann. 2., veränd. Aufl., 1993, ISBN 3-88094-723-6. RK-Heft Nr. 262

### J
- Propsteipfarrkirche St. Mariae Himmelfahrt in Jülich. Von Udo Mainzer. 1999, ISBN 3-88094-792-9. RK-Heft Nr. 441
- Das Rurtor „Hexenturm“ in Jülich. Von Hartwig Neumann. 1987, ISBN 3-88094-567-5. RK-Heft Nr. 311
- Stadt Jülich. Von Ulrich Coenen. 1991, ISBN 3-88094-696-5. RK-Heft Nr. 368
- Römische Straße und preußische Meilensteine vor der Sophienhöhe bei Jülich. Von Wolfgang Gaitzsch. 1992, ISBN 3-88094-724-4. RK-Heft Nr. 375
- Jugenheim in Rheinhessen. Von Hans-Christoph Dittscheid u. Joachim Glatz. 2., verb. Aufl., 1992, ISBN 3-88094-707-4. RK-Heft Nr. 261

### K
- Stadt Kaarst. Von Max Tauch. 1981, ISBN 3-88094-354-0. RK-Heft Nr. 248
- Kalkar am Niederrhein. Von Hans Peter Hilger. 9. Aufl., 1985, ISBN 3-88094-527-6. RK-Heft Nr. 39
- Die Pfarrkirche St. Peter und Paul in Kalkar-Grieth. Von Christoph Engels. 1995, ISBN 3-88094-771-6 (im Heft irrtümlich -769-4). RK-Heft Nr. 409
- St. Clemens in Kalkar-Wissel. Von Inge Breidenbach. 2., neu bearb. Aufl., 1992, ISBN 3-88094-694-9. RK-Heft Nr. 109
- Burg Liebenstein über Kamp-Bornhofen. Von Winfried Monschauer. 2008, ISBN 978-3-86526-028-4. RK-Heft Nr. 506
- Das ehemalige St. Castor-Stift in Karden a. d. Mosel. Von Klaus Freckmann. RK-Heft Nr. 543, 1. Auflage, Köln 2013
- Karden an der Mosel. Von Wilhelm Jung. Neuß 1959 (ohne Nr.)
- Karden an der Mosel (Gemeinde Treis-Karden). Von Helmut Ritter †. 2. Aufl., 1985, ISBN 3-88094-498-9. RK-Heft Nr. 40/41
- Kastellaun. Burg und Stadt im vorderen Hunsrück. Von Hubert Leifeld, unter Mitwirkung von Rolf Claus, Josef Heinzelmann, Rainer Heuft, Christof Pies u. Dieter Schuster. 2001, ISBN 3-88094-877-1. RK-Heft 461
- Kastel-Staadt. Von Hans Nortmann und Andreas Peiter. 2004, ISBN 3-88094-914-X. RK-Heft 481
- Kaster. Von Hans Kisky. Neuß 1957 (ohne Nr.)
- Kaub am Rhein mit Burg Gutenfels und dem Pfalzgrafenstein. Von Magnus Backes. 2., veränd. Aufl., 1976, ISBN 3-88094-168-8. RK-Heft Nr. 43
- Kempen. Von Hans Kisky. Neuß 1955 (ohne Nr.)
- Stadt Kempen am Niederrhein. Von Ulrich Stevens u. Friedhelm Weinforth, unter Mitarbeit von Carsten Sternberg. 2., neu bearb. Aufl., 1989, ISBN 3-88094-645-0. RK-Heft Nr. 44
- Das ehemalige Franziskanerkloster in Kempen. Von Vera Lüpkes. 1995, ISBN 3-88094-784-8. RK-Heft Nr. 412
- Die Wildenburg bei Kempfeld. Ein Führer zu den Zeugnissen aus keltischer, römischer und mittelalterlicher Zeit. Mit einem naturkundlichen Beitrag von Manfred Braun. Von Hans Nortmann. 1998, ISBN 3-88094-841-0. RK-Heft Nr. 434
- Stadt Kerpen an der Erft. Von Gert Ressel u. Bernd Päffgen. 1983, ISBN 3-88094-449-0. RK-Heft Nr. 281
- Kerpen (Hohe Eifel). Von Herbert Wagner. 1980, ISBN 3-88094-318-4. RK-Heft Nr. 233
- Kiedrich im Rheingau. Von Wolfgang Einsingbach†, überarb. Von Josef Staab. 6., veränd. Aufl., 1989, ISBN 3-88094-642-6. RK-Heft Nr. 152
- Kirchberg im Hunsrück. Von Hans Georg Wehrens u. Willi Wagner. 2. neu bearb. Aufl., 1997, ISBN 3-88094-809-7. RK-Heft Nr. 46
- Das ehemalige Kloster Eberhardsklausen mit der Wallfahrtskirche in Klausen bei Wittlich. Von Peter Dohms. 1989, ISBN 3-88094-622-1. RK-Heft Nr. 340
- Gärten und Parks in Kleve. Von Wilhelm Diedenhofen. 4., völlig neu bearb. Aufl., 2008, ISBN 978-3-86526-021-5. RK-Heft Nr. 202
- Bau- und Kunstdenkmäler im Kreis Kleve. Ein kursorischer Überblick. Von Karl-Heinz Hohmann. Sonderheft, 152 S., 1995, ISBN 3-88094-794-5. Sonderpreis: 9,- Euro
- Klotten an der Mosel mit Burg Coraidelstein. Von Alfons Friderichs. 2., veränd. Aufl., 1980, ISBN 3-88094-321-4. RK-Heft Nr. 120
- Die Matthiaskapelle auf der Altenburg über Kobern-Gondorf an der Mosel. Von Ursula Zänker-Lehfeldt. 2. Aufl., 1984, ISBN 3-88094-471-7. RK-Heft Nr. 133
- Die Liebfrauenkirche in Koblenz. Von Manfred Böckling. 3. völlig neu bearb. Aufl., 2004, ISBN 3-88094-924-7. RK-Heft Nr. 327
- Das Mittelrhein-Museum in Koblenz und seine Bauten. Von Udo Liessem. 1977, ISBN 3-88094-206-4. RK-Heft Nr. 201
- Das Theater zu Koblenz. Von Magnus Backes. 1986, ISBN 3-88094-542-X. RK-Heft Nr. 307
- Das Dikasterialgebäude in Koblenz-Ehrenbreitstein. Von Franz-Josef Talbot. 1995, ISBN 3-88094-778-3. RK-Heft Nr. 408
- Christi Auferstehung und St. Joseph in Köln. Von Godehard Hoffmann. 2010, ISBN 978-3-86526-051-2. RK-Heft Nr. 520
- Das Kölner Rathaus. Von Hans Vogts. 1940. Reihe XVI: Köln, RK-Heft Nr. 23/24
- Das Landeshaus in Köln-Deutz. Von Udo Mainzer. 2003, ISBN 3-88094-903-4. RK-Heft Nr. 475
- Denkmäler der Preußenzeit. Ein Stadtrundgang in Köln. Von Iris Benner, ISBN 3-88094-913-1. RK-Heft Nr. 480
- Der Kölner Rheinauhafen. Von Barbara Precht-von Taboritzky. 1999, ISBN 3-88094-855-0. RK-Heft Nr. 446
- Der Zoologische Garten in Köln. Von Henriette Meynen und Theo Pagel, 2012, ISBN 978-3-86526-073-4, RK-Heft Nr. 533
- Die Alte Universität zu Köln. Von Matthias Weber. 2., neu bearb. Aufl., 2001, ISBN 3-88094-878-X. RK-Heft Nr. 269
- Die Antoniterkirche in Köln. Von Helmut Fußbroich. 2., neu bearb. Aufl., 1991, ISBN 3-88094-692-2. RK-Heft Nr. 49
- Die ehemalige Benediktinerabteikirche Groß St. Martin zu Köln. Von Helmut Fußbroich. 4., erw. Aufl., 1989, ISBN 3-88094-631-0. RK-Heft Nr. 301
- Die Fronleichnamskirche der Ursulinen in Köln. Von Heinz Firmenich. 2., veränd. Aufl., 1976, ISBN 3-88094-058-4. RK-Heft Nr. 115 (im Heft irrtümlich 116)
- Die preußische Festung Köln. Von Henriette Meynen. 2000, ISBN 3-88094-863-1. RK-Heft Nr. 452
- Groß St. Martin zu Köln. Von Helmut Fußbroich. 4., völlig neu bearbeitete Auflage, 2012, ISBN 978-3-86526-082-6. RK-Heft Nr. 301
- Groß St. Martin zu Köln. Von Helmut Fußbroich. 1985, ISBN 3-88094-489-X. RK-Heft Nr. 301
- Kirche und Kloster der Kartäuser in Köln. Von Ulrich Bock, Martin Hennes u. Rita Wagner.2., neu bearb. Aufl., 1991, ISBN 3-88094-698-1. RK-Heft Nr. 52
- Schloß Wahn und die Theaterwissenschaftliche Sammlung in Köln-Porz-Wahn. Von Kristiane Benedix u. Elmar Buck. 1999, ISBN 3-88094-847-X. RK-Heft Nr. 438
- St. Agnes in Köln. Von Linda Groß-Hauptmann. 1989, ISBN 3-88094-637-X. RK-Heft Nr. 344
- St. Aposteln in Köln. Von Norbert Nußbaum. 2., völlig neu bearb. Aufl., 1985, ISBN 3-88094-491-1. RK-Heft Nr. 50
- St. Georg in Köln. Von Heinz Firmenich. 8. Aufl., 1998, ISBN 3-88094-829-1. RK-Heft Nr. 55
- St. Gereon in Köln. Von Werner Schäfke. 1984, ISBN 3-88094-486-5. RK-Heft Nr. 300
- St. Johann Baptist in Köln. Von Lucie Hagendorf-Nußbaum. 1. Auflage, 2016, ISBN 978-3-86526-116-8. RK-Heft Nr. 562
- St. Kunibert in Köln. Von Christoph Machat. 2., völlig neu bearb. Aufl., 1985, ISBN 3-88094-492-X. RK-Heft Nr. 58
- St. Kunibert in Köln. Von Christoph Machat. 3., neu bearb. Aufl., 2005, ISBN 3-88094-539-X. RK-Heft Nr. 58
- St. Mariae Himmelfahrt in Köln. Von Wilfried Hansmann. 3., veränd. Aufl., 1985, ISBN 3-88094-546-2. RK-Heft Nr. 250
- St. Maria im Kapitol zu Köln. Von Hans Peter Hilger. 6., völlig neu bearb. Aufl., 1985, ISBN 3-88094-493-8. RK-Heft Nr. 59
- St. Maria Lyskirchen in Köln. Von Helmut Fußbroich. 6., veränd. Aufl., 1992, ISBN 3-88094-702-3. RK-Heft Nr. 60
- St. Maria vom Frieden. Klosterkirche der Unbeschuhten Kernalitinnen in der Schnurgasse zu Köln. Von Helmut Fußbroich. 1999, ISBN 3-88094-849-6. RK-Heft Nr. 439
- St. Michael in Köln. Von Walter Geis. 1993, ISBN 3-88094-752-X. RK-Heft Nr. 391
- St. Paul in Köln. Von Heinz Firmenich. 1979, ISBN 3-88094-298-6. RK-Heft Nr. 226
- St. Peter und St. Cäcilien in Köln. Von Heinz Firmenich. 4., veränd. Aufl., 1980, ISBN 3-88094-340-0. RK-Heft Nr. 61
- St. Severin in Köln. Von Christoph Schaden. 3., neu bearb. Aufl., 1997, ISBN 3-88094-816-X. RK-Heft Nr. 196
- St. Ursula in Köln. Von Helmut Fußbroich. 5., neu bearb. Aufl., 1991, ISBN 3-88094-701-5. RK-Heft Nr. 128
- St. Ursula und die Maria-Ablass-Kapelle in Köln. Firmenich, Heinz. Rheinische Kunststätten; H. 128. Neuss: Gesellschaft für Buchdruckerei, 1976
- Die Trinitatiskirche in Köln. Von Helmut Fußbroich. 1986, ISBN 3-88094-503-9. RK-Heft Nr. 309
- Die ehemaligen Sidol-Werke in Köln[-Braunsfeld]. Von Martin Turck. 2004, ISBN 3-88094-917-4. RK-Heft 482
- Die Pfarrkirche St. Heribert in Köln-Deutz. Von Helmut Fußbroich. 1982, ISBN 3-88094-426-1. RK-Heft Nr. 270
- Der Schatz von St. Heribert in Köln-Deutz. Von Martin Seidler. 1997, ISBN 3-88094-807-0. RK-Heft Nr. 423
- St. Heribert, Köln-Deutz. Von Albrecht Mann [Text, Mitwirkender]. 1956. ohne Nr.
- St. Heribert in Köln[-Deutz]. Von Helmut Fußbroich, 3., neu bearbeitete Auflage 2011, ISBN 978-3-86526-072-7, RK-Heft Nr. 535
- Die Pfarrkirche St. Peter in Köln-Ehrenfeld. Von Fritz Hilgers. 1993, ISBN 3-88094-716-3. RK-Heft Nr. 380
- St. Martinus und St. Mariä Namen in Köln-Esch. Von Heinz Firmenich. 1981, ISBN 3-88094-348-6. RK-Heft Nr. 253
- Köln-Klettenberg. Von Fritz Hilgers, Ursula Kisker, Helga Murmann u. Werner Schäfke. 1984, ISBN 3-88094-484-9. RK-Heft Nr. 298
- Das „Krieler Dömchen“ St. Stephan in Köln-Lindenthal. Von Günther Binding. 3., neu bearb. Aufl., 1988, ISBN 3-88094-621-3. RK-Heft Nr. 62
- St. Vitalis in Köln-Müngersdorf. Von Helmut Fußbroich. 1993, ISBN 3-88094-742-2. RK-Heft Nr. 387
- Die Lutherkirche in Köln-Nippes. Von Helmut Fußbroich. 1989, ISBN 3-88094-630-2. RK-Heft Nr. 343
- Die Pfarrkirche St. Clemens in Köln-Porz-Langel. Von Helmut Fußbroich. 1992, ISBN 3-88094-712-0. RK-Heft Nr. 379
- St. Amandus in Köln-Rheinkassel. Von Helmut Fußbroich. 2., veränd. Aufl., 1986, ISBN 3-88094-460-1. RK-Heft Nr. 292
- Die Pfarrkirche St. Engelbert in Köln-Riehl. Von Peter Keller. 1991, ISBN 3-88094-697-3. RK-Heft Nr. 369
- Die drei katholischen Kirchen in Köln-Rodenkirchen. Von Fritz Hilgers. 1994, ISBN 3-88094-760-0. RK-Heft Nr. 404
- Pfarrkirche St. Theodor in Köln-Vingst. Von Michael Paetzold. 2004, ISBN 3-88094-907-7. RK-Heft Nr. 478
- Die römische Grabkammer in Köln-Weiden. Von Johannes Deckers u. Peter Noelke. 2., erw. Aufl., 1985, ISBN 3-88094-495-4. RK-Heft Nr. 238
- Der Petersberg im Siebengebirge bei Königswinter. Von Hans-Eckart Joachim. 1991, ISBN 3-88094-693-0. RK-Heft Nr. 366
- Kloster Heisterbach in Königswinter. Von Christoph Keller. 2008, ISBN 978-3-86526-027-7. RK-Heft 505
- Kloster Heisterbach in Königswinter. Von Christoph Keller. 2015, ISBN 978-3-86526-105-2. RK-Heft Nr. 554
- Die ehemalige Abtei Heisterbach in Königswinter. Von Clemens Kosch. Neubearbeitung des Heftes „Heisterbach und Oberdollendorf (Stadt Königswinter)“. 3. Aufl., 1997/98, ISBN 3-88094-813-5. RK-Heft Nr. 218
- Schloß Drachenburg in Königswinter. Von Angelika Schyma. 1990, ISBN 3-88094-662-0. RK-Heft Nr. 357
- Katholische Kirchen im Talbereich der Stadt Königswinter. St. Remigius [Königswinter], St. Michael [Niederdollendorf], St. Laurentius [Oberdollendorf]. Von Norbert Schloßmacher. 1995, ISBN 3-88094-787-2. RK-Heft Nr. 411
- Die ehemalige Benediktinerpropstei St. Pankratius in Königswinter-Oberpleis. Von Robert Flink. 3. Aufl., 1989, ISBN 3-88094-648-5. RK-Heft Nr. 80
- St. Matthias in Krefeld-Hohenbudberg. Von Reinhard Feinendegen. 2000, ISBN 3-88094-876-3. RK-Heft 460
- Krefeld-Hüls. Von Werner Mellen. 1983, ISBN 3-88094-451-2. RK-Heft Nr. 283
- Burg Linn in Krefeld. Von Albert Steeger†, mit einer Ergänzung von Christoph Reichmann. 13., veränd. Aufl., 1988, ISBN 3-88094-605-1. RK-Heft Nr. 70
- Krefeld-Linn. Von Christoph Dautermann. 2009, ISBN 978-3-86526-032-1. RK-Heft Nr. 509
- Kyllburg in der Eifel. Von Marie Luise Niewodniczanska. 1989, ISBN 3-88094-646-9. RK-Heft Nr. 348
- Schloß Malberg in der Kyllburger Waldeifel. Von Jörg Gamer† u. Michael Berens. 4., neu bearb. Aufl., 2000, ISBN 3-88094-867-4. RK-Heft Nr. 73

### L
- Der Fulbert-Stollen am Laacher See. Von Klaus Grewe. 2009, ISBN 978-3-86526-042-0. RK-Heft Nr. 513
- Burg Lahneck in Lahnstein. Von Wolfgang Medding, überarb. Von Kurt Frein. 3., veränd. Aufl., 1987, ISBN 3-88094-496-2. RK-Heft Nr. 68
- Erftstadt-Lechenich. Von Frank Bartsch (= Rheinische Kunststätten Heft 582). Media Cologne Kommunikationsmedien, Hürth 2022, ISBN 978-3-86526-140-3.
- Leutesdorf am Rhein. Von Werner Schönhofen. 1983, ISBN 3-88094-432-6. RK-Heft Nr. 272
- Leverkusen. Von Friedrich Tucholski. 1969, ISBN 3-88094-042-8. RK-Heft Nr. 117
- Lieser an der Mosel. Von Michael Losse. 1993, ISBN 3-88094-740-6. RK-Heft Nr. 384
- Der Müllershammer im LVR-Freilichtmuseum Lindlar. Von Anka Dawid. RK-Heft Nr. 546, 1. Auflage, Köln 2013
- St. Martinus in Linnich. Von Heinz Firmenich†, überarb. Von Else Gotzen u. Friedrich Oidtmann. 2., veränd. Aufl., 1993, ISBN 3-88094-729-5. RK-Heft Nr. 198
- Linz am Rhein. Von Adam Oellers. 2., veränd. Aufl. 1994, ISBN 3-88094-718-X. RK-Heft Nr. 71

### M
- Schloss Waldhausen bei Mainz. Von Paul-Georg Custodis u. Harry Caspary. Mit einem Nachwort von Hans Otto Streuber. 2009, ISBN 978-3-86526-043-7. RK-Heft Nr. 514
- Die evangelische Christuskirche in Mainz. Von Paul-Georg Custodis. 1982, ISBN 3-88094-402-4. RK-Heft Nr. 264
- Mainz. Geschichte und Stadtbauentwicklung. Von Ludwig Falck u. Wilhelm Jung. 5., veränd. Aufl., 1986, ISBN 3-88094-564-0. RK-Heft Nr. 72
- Mainzer Barockkirchen. Von Alexander von Knorre. 1979, ISBN 3-88094-280-3. RK-Heft Nr. 219
- Mainzer Barockpalais. Von Regine Dölling. 2., veränd. Aufl., 1977, ISBN 3-88094-213-7. RK-Heft Nr. 127
- Die Niederburg in Manderscheid. Von Alexander Thon. RK-Heft Nr. 542, 1. Auflage, Köln 2013
- Die Evangelische Kirche in Nümbrecht-Marienberghausen. Von Wilfried Hansmann. 2. völlig neu bearb. Aufl. 2012, ISBN 978-3-86526-077-2. RK-Heft Nr. 171
- Die Wallfahrtskirche in Marienheide. Von Marlies Tacke. 1987, ISBN 3-88094-565-9. RK-Heft Nr. 312
- Kloster Marienstatt im Westerwald. Von Hermann Josef Roth. 1980, ISBN 3-88094-305-2. RK-Heft Nr. 228
- Abtei Marienstatt. Von Doris Fischer. 2., vollst. überarb. und ergäntze Aufl., 2008, ISBN 978-3-86526-023-9. Sonderpreis: 5,- Euro, RK-Heft Nr. 437
- Abtei Marienstatt. Von Doris Fischer u. Angela Schumacher. 1999, ISBN 3-88094-844-5. RK-Heft Nr. 437
- Stadt Mayen. Von Klaus u. Gertrud Markowitz. 1980, ISBN 3-88094-329-X. RK-Heft Nr. 237
- Kartstein und Katzensteine bei Mechernich in der Eifel. Von Hans-Eckart Joachim, Wighart v. Koenigswald u. Wilhelm Meyer. 1998, ISBN 3-88094-839-9. RK-Heft Nr. 435
- Meckenheim-Lüftelberg. Burg und Pfarrkirche. Von Harald Herzog u. Wolf D. Penning. 2., neu bearb. Aufl., 1994, ISBN 3-88094-764-3. RK-Heft Nr. 114
- Stadt Meerbusch. Von Norbert Schöndeling. 1993, ISBN 3-88094-739-2. RK-Heft Nr. 389
- Haus Meer in Meerbusch. Von Rosemarie Vogelsang/Reinhard Lutum. 2012, ISBN 978-3-86526-064-2. Rk-Heft Nr. 530
- Meisenheim am Glan. Von Klaus Freckmann. 2., veränd. Aufl., 1992, ISBN 3-88094-699-X. RK-Heft Nr. 268
- Die Schlosskirche zu Meisenheim. Von Günther Lenhoff. 2002, ISBN 3-88094-882-8. RK-Heft Nr. 465
- St. Cyriakus in Mendig. Von Manfred Böckling. 2007, ISBN 978-3-86526-017-8. RK-Heft 500
- Mettlach an der Saarschleife. Von Martin Klewitz. 3., veränd. Aufl., 1994, ISBN 3-88094-774-0. RK-Heft Nr. 164
- Schloß Ziegelberg in Mettlach. Von Georg Skalecki. 1988, ISBN 3-88094-603-5. RK-Heft Nr. 334
- Das Neandertal in Mettmann. Von Gerd C. Weniger und Ralf W. Schmitz. in Vorbereitung
- Mirbach in der Eifel. Von Herbert Wagner †. 2. Aufl., 1991, ISBN 3-88094-690-6. RK-Heft Nr. 246
- Haus Bürgel in Monheim am Rhein. Von Michael Hohmeier. 2010. RK-Heft 517
- St. Gereon in Monheim mit Filialkirchen und Kapellen. Von Rudolf Pohlmann. 2001, ISBN 3-88094-871-2. RK-Heft Nr. 457
- Das Münster St. Vitus in Mönchengladbach. Von Karl-Heinz Schumacher. RK-Heft Nr. 544, 1. Auflage, Köln 2013
- Das Münster zu Mönchengladbach. Von Hans Bange. 2. Aufl., 1980, ISBN 3-88094-345-1. RK-Heft Nr. 163
- Schloß Rheydt in Mönchengladbach. Die Geschichte – Der Bau – Das Museum. Von Eva Brües. 3. Aufl., 1985, ISBN 3-88094-522-5. RK-Heft Nr. 205
- Klosterkirche Mönchengladbach-Neuwerk. Von Wolfgang Löhr. 2005, ISBN 3-88094-292-7. RK-Heft 489
- Mönchengladbach-Wickrath. Von Wolfgang Löhr. 1981, ISBN 3-88094-390-7 RK-Heft Nr. 255
- Monreal in der Eifel. Von Wolfgang Schuler. 1. Aufl.,1982, ISBN 3-88094-381-8. RK-Heft Nr. 259
- Monschau (Altstadt). Neu bearb. Von Peter Josef Weiß. 3., erw. Aufl., 1988, ISBN 3-88094-597-7. RK-Heft Nr. 75
- Alte Pfarrkirche und ehemaliges Minoritenkloster mit Aukirche in Monschau. Von Ursula Legge-Suwelack u. Wolfgang Zahn. 1. Aufl.,1990, ISBN 3-88094-658-2. RK-Heft Nr. 354
- Das Rote Haus in Monschau. Von Wolfgang Zahn. 7. Aufl., 1993, ISBN 3-88094-736-8. RK-Heft Nr. 76
- Das Rote Haus in Monschau. Von Udo Mainzer. 8., völlig neu bearbeitete Auflage 2012, RK-Heft Nr. 76, ISBN 978-3-86526-076-5
- Die Treppen des Roten Hauses in Monschau. Von Wilfried Hansmann und Lisbeth Woldt. 1988, ISBN 3-88094-606-X. RK-Heft Nr. 335
- Stadt Montabaur. Von Hermann Josef Roth. 2., erw. Aufl., 1989, ISBN 3-88094-647-7. RK-Heft Nr. 227
- Gelbachhöhen und Buchfinkenland in der Verbandsgemeinde Montabaur. Von Hermann-Josef Hucke. 1985, ISBN 3-88094-509-8. RK-Heft Nr. 305
- Monzingen an der Nahe. Von Klaus Freckmann u. Werner Vogt. 1991, ISBN 3-88094-682-5. RK-Heft Nr. 362
- St. Martinus in Much. Von Hartmut Müller. 1998, ISBN 3-88094-834-8. RK-Heft Nr. 432
- Die ehemalige Zisterzienserinnenabtei Saarn in Mülheim an der Ruhr. Von Kurt Ortmanns. 2., veränd. Aufl., 1992, ISBN 3-88094-713-9. RK-Heft Nr. 280
- Schloß Broich in Mülheim an der Ruhr. Von Kurt Ortmanns. 3., veränd. Aufl., 1992, ISBN 3-88094-699-X. RK-Heft Nr. 77
- Schloß Styrum in Mülheim an der Ruhr. Von Kurt Ortmanns. 1992, ISBN 3-88094-714-7. RK-Heft Nr. 377
- Münstermaifeld. Von Hans Gappenach. 1980, ISBN 3-88094-353-2. RK-Heft Nr. 244

### N
- Nassau an der Lahn. Von Paul-Georg Custodis u. Kurt Frein. 2., veränd. Aufl., 1986, ISBN 3-88094-569-1. RK-Heft Nr. 239
- Neumagen-Dhron an der Mosel. Von Heinz Cüppers. 2., veränd. Aufl., 1976, ISBN 3-88094-169-6. RK-Heft Nr. 135
- Gemeinde Neunkirchen-Seelscheid bei Siegburg. Von Bernd Fischer. 1983, ISBN 3-88094-442-3. RK-Heft Nr. 274
- Neuss am Rhein. Von Caroline Urban. 2008, ISBN 978-3-86526-016-1. RK-Heft 499
- St. Quirin in Neuss. Von Walter Bader. 3. Aufl., 1993, ISBN 3-88094-754-6. RK-Heft Nr. 79
- Neuwied. Schloß und Stadtkern. Von Magnus Backes u. Hans Merian. 1986, ISBN 3-88094-558-6. RK-Heft Nr. 310
- St. Johannes Baptist in Nideggen. Von Udo Mainzer.2008, ISBN 978-3-86526-029-1. RK-Heft Nr. 507
- Die Pfarrkirche St. Johannes in Nideggen. Von Theo Schäfer. 2. Aufl., 1985, ISBN 3-88094-497-0. RK-Heft Nr. 200
- Stadt Niederkassel bei Bonn. Von Josef Schnabel. 1980, ISBN 3-88094-352-4. RK-Heft Nr. 247
- Das ehemalige Kloster in Niederwerth bei Koblenz. Von Gunnar u. Rüdiger Mertens. 2., erw. Aufl., 1987, ISBN 3-88094-572-1. RK-Heft Nr. 223
- Nierstein am Rhein. Von Ernst Emmerling. 1979, ISBN 3-88094-294-3. RK-Heft Nr. 222
- Kirchen und Burgen in der Gemeinde Nörvenich. Von Karl Heinz Türk. 1. Aufl.,1983, ISBN 3-88094-455-5. RK-Heft Nr. 285
- Burg Binsfeld in der Gemeinde Nörvenich bei Düren. Von Marianne Hack. 1990, ISBN 3-88094-649-3. RK-Heft Nr. 349
- Die evangelische Kirche in Nümbrecht-Marienberghausen. Von Wilfried Hansmann. 2., veränd. Aufl., 1992, ISBN 3-88094-686-8. RK-Heft Nr. 171

### O
- St. Mauritius in Oberdiebach. Von Susanne Kern. 2005, ISBN 3-88094-753-8. RK-Heft Nr. 493
- Die Arbeitersiedlung Eisenheim in Oberhausen. Von Roland Günter und Janne Günter. RK-Heft Nr. 541, 1. Auflage, Köln 2013
- Oberwesel. Von Werner Bornheim gen. Schilling †. 10. Aufl., 1992, ISBN 3-88094-735-X. RK-Heft Nr. 81
- Die ehemaligen Benediktinerkirchen in Offenbach am Glan und Sponheim. Von Regine Dölling. 3. Aufl., 1988, ISBN 3-88094-627-2. RK-Heft Nr. 151
- Ottweiler im Saarland. Von Martin Klewitz. 1989, ISBN 3-88094-644-2. RK-Heft Nr. 347
- Der Hunnenring bei Otzenhausen. Von Thomas Fritsch. 2004, ISBN 3-88094-918-2. RK-Heft Nr. 483
- St. Walburga in Overath. Von Hanns Peter Neuheuser. 2., neu bearb. Aufl., 1980, ISBN 3-88094-312-5. RK-Heft Nr. 82

### P
- Pfaffen-Schwabenheim. Von Paul-Georg Custodis. 2008, ISBN 978-3-86526-019-2. RK-Heft 501
- Die ehem. Benediktiner-Abtei Brauweiler in Pulheim. Von Udo Mainzer. 2003, ISBN 3-88094-902-6. RK-Heft Nr. 474. Sonderpreis: 4,- Euro
- Stadt Polch im Maifeld. Von Wolf-Manfred Müller. 1990, ISBN 3-88094-657-4. RK-Heft Nr. 358
- Prüm in der Eifel. Von Franz Josef Faas. 2. erw. Aufl., 1976, ISBN 3-88094-178-5. RK-Heft Nr. 83
- Pünderich an der Mosel. Von Gerd Bayer. 1978, ISBN 3-88094-223-4. RK-Heft Nr. 206
- Rittergut Orr in Pulheim. Von Anja Schmid-Engbrodt und Rita Hombach. 2016, ISBN 978-3-86526-117-5. RK-Heft Nr. 563

### Q
- Die Kirche von St. Wiperti in Quedlinburg. Pfarrkirche – Pfalzkapelle – Stiftskirche. Von Gerhard Leopold. Sonderheft, hrsg. vom kath. Pfarramt St. Mathilde in Quedlinburg in Verb. mit dem Rheinischen Verein, Köln 1995, ISBN 3-88094-787-2.
- Die Marktkirche St. Benedikti in Quedlinburg. Von Joachim Wolf. Sonderheft, hrsg. von der ev. Kirchengemeinde St. Blasii-Benedikti in Quedlinburg in Verb. mit dem Rheinischen Verein, Köln 1997, ISBN 3-88094-543-8.

### R
- Schloß Landsberg in Ratingen. Von Gisbert Knopp. 2., erw. Aufl., 1986, ISBN 3-88094-524-1. RK-Heft Nr. 291
- Baumwollspinnerei und -weberei Brügelmann in Ratingen-Cromford. Von Gerda Breuer. 1990, ISBN 3-88094-669-8. RK-Heft Nr. 361
- Das ehemalige Augustiner-Chorherrenstift Ravengiersburg und die Nunkirche bei Sargenroth. Von Willi Wagner. 2000, ISBN 3-88094-868-2. RK-Heft Nr. 453
- Stadt Rees am Niederrhein. Stadtkern und Haus Aspel. Von Karl Heinz Hohmann. 1999, ISBN 3-88094-836-4. RK-Heft Nr. 440
- Die Apollinariskirche in Remagen. Von Paul-Georg Custodis und Stephan Pauly. 2008, ISBN 978-3-86526-024-6. RK-Heft Nr. 503
- Das Römische Museum Remagen. Von Kurt Kleemann. 1994, ISBN 3-88094-759-7. RK-Heft Nr. 401
- Schloß Marienfels in Remagen. Von Paul-Georg Custodis. 1993, ISBN 3-88094-733-3. RK-Heft Nr. 382
- Kloster Nonnenwerth in Remagen. Von Claudia Euskirchen. 2000, ISBN 3-88094-856-9. RK-Heft Nr. 447
- Der Rolandsbogen in Remagen-Rolandswerth. Zur Wiedererrichtung vor 150 Jahren. Von Josef Ruland. 2. Aufl., 1997, ISBN 3-88094-812-7. RK-Heft Nr. 359
- Auf Römerspuren rund um Rheinbach. Wasserleitungen und Fernstraßen von der Römerzeit bis zum Mittelalter. Von Klaus Grewe. 2001, ISBN 3-88094-884-4. RK-Heft Nr. 466
- Stadt Rheinbach. Von Carl-Wilhelm Clasen. 2. Aufl., 1988, ISBN 3-88094-623-X. RK-Heft Nr. 249
- Die Tomburg bei Rheinbach. Von Dietmar Pertz. 2008, ISBN 978-3-86526-026-0. RK-Heft Nr. 504
- Kunstdenkmale an Rhein und Wupper. Von Hans Kisky u. Rolf Müller. 2., erw. Aufl., 1974, ISBN 3-88094-037-1. RK-Heft Nr. 87
- St. Johann in Rheinhessen. Von Dieter Krienke. 2012, ISBN 978-3-86526-080-2. RK-Heft Nr. 537
- Auf Schirmers Spuren im Rheinland. 2010, ISBN 978-3-86526-040-6. RK-Heft Nr. 511
- Orte der Renaissance im Rheinland. Von Guido von Büren, Stephan Hoppe und Georg Mölich. 2010, ISBN 978-3-86526-057-4. RK-Heft Nr. 525
- Die Schwanenkirche bei Roes/Eifel. Von Reinhold Schommers. 1999, ISBN 3-88094-852-6. RK-Heft Nr. 444
- Gemeinde Rommerskirchen. Von Josef Schmitz. 1984, ISBN 3-88094-482-2. RK-Heft Nr. 297
- Roth an der Our. Von Wolfgang Schuler. 1984, ISBN 3-88094-441-5. RK-Heft Nr. 289

### S
- Saarbrücken. Von Martin Klewitz. Neuß 1968. RK-Heft Nr. 11
- Katholische Pfarrkirche Maria Königin in Saarbrücken. Von Wolfgang Götz. 1988, ISBN 3-88094-604-3. RK-Heft Nr. 333
- Stadt Saarburg. Von Katarina Sieh-Burens. 1990, ISBN 3-88094-672-8. RK-Heft Nr. 367
- Saffig in der Pellenz. Von Andreas Britz u. Martin Roggatz. 2., neu bearb. Aufl., 1993, ISBN 3-88094-741-4. RK-Heft Nr. 125
- Burg und Festung Rheinfels über St. Goar. Von Ludger Fischer. Herbst 1993, ISBN 3-88094-743-0. RK-Heft Nr. 390
- St. Goar mit Burg Rheinfels und Biebernheim. Von Gisela Spennemann-Weber-Haupt, neu bearbeitet von Hans Caspary. 2., erweiterte Auflage, 1973. (ohne Nr.)
- St. Goarshausen mit Burg Katz und Patersberg. Von Paul-Georg Custodis u. Kurt Frein, mit einem Beitrag von August Custodis. 1981, ISBN 3-88094-389-3. RK-Heft Nr. 258
- Gemeinde Schermbeck an der Lippe. Von Karl-Heinz Hohmann. 1987, ISBN 3-88094-528-4. RK-Heft Nr. 314
- Schleiden in der Eifel mit Stadtteil Oberhausen. Von Ruth Schmitz-Ehmke. 1982, ISBN 3-88094-431-8. RK-Heft Nr. 263
- Die ehemalige Schloßkirche in Schleiden. Von Ruth Schmitz-Ehmke. 2., veränd. Aufl., 1992, ISBN 3-88094-660-4. RK-Heft Nr. 240
- Die Orgel der ehemaligen Schloßkirche zu Schleiden. Von Franz-Josef Vogt. 1993, ISBN 3-88094-737-6. RK-Heft Nr. 381
- Die Schleidener Stadtteile Gemünd, Olef und Dreiborn. Von Ruth Schmitz-Ehmke. 1984, ISBN 3-88094-459-8. RK-Heft Nr. 288
- Kloster Schönau im Taunus. Von Magnus Backes, mit einem Beitrag von Arnold Schüller. 2., veränd. Aufl., 1976, ISBN 3-88094-173-4. RK-Heft Nr. 91
- Der Siegburger Kirchenschatz. Von Angelika Belz. 1992, ISBN 3-88094-715-5. RK-Heft Nr. 374
- Die Pfarrkirche St. Servatius in Siegburg. Von Angelika Polzin. 1991, ISBN 3-88094-685-X. RK-Heft Nr. 363
- Simmern im Hunsrück. Von Hermann Brucker. 2., veränd. Aufl., 1983, ISBN 3-88094-434-2. RK-Heft Nr. 95
- St. Peter in Sinzig. Von Anne Schuhbicht-Rawe und Stephan Pauly. 2004, ISBN 3-88094-919-0. RK-Heft Nr. 484
- Sinzig-Bad Bodendorf. Von Jürgen Haffke. 1993, ISBN 3-88094-727-9. RK-Heft Nr. 383
- Das Sinziger Schloss. Von Agnes Menacher u. Matthias Röcke. 2002, ISBN 3-88094-890-9. RK-Heft Nr. 470
- Der Wipperkotten in Solingen. Von Jochem Putsch u. Hans Knopper. 2002, ISBN 3-88094-879-8. RK-Heft 462
- Schloss Burg an der Wupper (Solingen). Von Dirk Soechting. 2005, ISBN 3-88094-817-8. RK-Heft Nr. 494
- Die Klosterkirche St. Mariä Himmelfahrt in Solingen-Gräfrath. Von Ulrike Spengler-Reffgen. 2002, ISBN 3-88094-898-4. RK-Heft Nr. 473
- Gemeinde Sonsbeck am Niederrhein. Von Bernhard Roßhoff. 1986, ISBN 3-88094-529-2. RK-Heft Nr. 313
- Die Peterskapelle in Spay. Von Nicole Buchmann. 2004, ISBN 3-88094-912-3. RK-Heft Nr. 467
- Sponheim mit der ehemaligen Klosterkirche St. Martin und St. Maria. Von Michael Huyer. 2008, ISBN 978-3-86526-022-2. RK-Heft 502
- St. Johann in Rheinhessen. Von Dieter Krienke. RK-Heft Nr. 537, Köln 2012
- St. Lucia in Stolberg. Von Ernst Coester. 2013. RK-Heft Nr. 545, Köln 2013
- Das alte Stolberg. Von Fritz Hilgers. 1983, ISBN 3-88094-375-3. RK-Heft Nr. 277
- Stolberg-Breinig. Von Ingeborg Schild. 1987, ISBN 3-88094-579-9. RK-Heft Nr. 320
- Stadt Straelen am Niederrhein. Von Stefan Frankewitz. 2., neu bearb. Aufl., 1988, ISBN 3-88094-593-4. RK-Heft Nr. 147
- St. Peter und Paul in Straelen am Niederrhein. Von Stefan Frankewitz. RK-Heft Nr. 527, Köln 2011
- Schloß Miel in Swisttal. Von Harald Herzog u. Wolf D. Penning. 1994, ISBN 3-88094-766-X. RK-Heft Nr. 405
- Der historische Straßenübergang bei Swisttal-Lützermiel. Von Klaus Grewe. 2000, ISBN 3-88094-860-7. RK-Heft Nr. 451

### T
- Verbandsgemeinde Thalfang im Hunsrück. Von Hermann Brucker. 2. Aufl., 1978, ISBN 3-88094-167-X. RK-Heft Nr. 189
- Die Benediktinerabtei St. Mauritius zu Tholey. Von Franz-Josef Reichert. 2. Aufl., 1995, ISBN 3-88094-793-7 (im Heft irrtümlich -581-0). RK-Heft Nr. 321
- Die evangelischen Kirchen in Traben-Trarbach und ihr Umfeld. Von Susanne Pohler. 1997, ISBN 3-88094-773-2. RK-Heft Nr. 424
- Jugendstil in Traben-Trarbach. Von Ines Wagemann. 2. veränd. Aufl., 2002, ISBN 3-88094-531-4. RK-Heft Nr. 331
- Treis an der Mosel (Gemeinde Treis-Karden). Von Josef Ruland. 2., neu bearb. Aufl., 1987, ISBN 3-88094-575-6. RK-Heft Nr. 102
- Trier. St. Paulin. Von Hans Eichler. Neuß 1954 (ohne Nr.)
- St. Paulin in Trier. Von Doris Fischer, 2007, ISBN 978-3-86526-013-0. RK-Heft Nr. 498
- Die Welschnonnenkirche in Trier. Von Barbara Daentler. 2002, ISBN 3-88094-895-X. RK-Heft Nr. 472
- Porta Nigra, Simeonskirche und Simeonstift in Trier. Von Eberhard Zahn. 2. Aufl., 1979, ISBN 3-88094-300-1. RK-Heft Nr. 165
- Trittenheim an der Mosel. Von Ferdinand Pauly, mit einem Beitrag von Hans Gerwalin. 1976, ISBN 3-88094-009-6. RK-Heft Nr. 180
- Stadt Troisdorf. Von Helmut Schulte. 1983, ISBN 3-88094-440-7. RK-Heft Nr. 273

### U
- Gemeinde Uedem am Niederrhein. Von Karl-Heinz Hohmann. 1992, ISBN 3-88094-731-7. RK-Heft Nr. 378
- Kloster Niederehe in der Gemeinde Üxheim (Eifel). Von Peter Kees †, 2., verb. Aufl., 1992, ISBN 3-88094-708-2. RK-Heft Nr. 144
- Gemeinde Ulmen in der Eifel. Von Werner Schönhofen. 1990, ISBN 3-88094-653-1. RK-Heft Nr. 351
- Stadt Unkel am Rhein. Von Hans Vogts† u. Franz-Hermann Kemp†, erg. Von Paul-Georg Custodis. 5., erw. Aufl., 1987, ISBN 3-88094-557-8. RK-Heft Nr. 106

### V
- Vallendar. Von Gunnar u. Rüdiger Mertens. 1977, ISBN 3-88094-185-8. RK-Heft Nr. 193
- Gemeinde Valwig an der Mosel. Von Reinhold Schommers. 1992, ISBN 3-88094-681-7. RK-Heft Nr. 373
- Viersen-Boisheim. Von Karl Fonyo. 1988, ISBN 3-88094-610-8. RK-Heft Nr. 337
- Viersen-Dülken. Von Werner Mellen. 1987, ISBN 3-88094-587-X. RK-Heft Nr. 323
- Viersen-Süchteln. Von Paul Schotes. 2., neu bearb. Aufl., 1991, ISBN 3-88094-684-1. RK-Heft Nr. 100

### W
- Burg Gudenau in Wachtberg-Villip. Von Harald Herzog. 2002, ISBN 3-88094-891-7. RK-Heft Nr. 471
- Gemeinde Wachtendonk am Niederrhein. Von Stefan Frankewitz. 2., neu bearb. Aufl., 1985, ISBN 3-88094-519-5. RK-Heft Nr. 122
- Waldfeucht. Von Lutz-Henning Meyer. 1999, ISBN 3-88094- 850-X. RK-Heft Nr. 442
- Katholische Pfarrkirche St. Hubertus in Wallerfangen-Ihn. Von Martin Klewitz. 1988, ISBN 3-88094-599-3. RK-Heft Nr. 332
- Gemeinde Weeze (Niederrhein). Von Karl-Heinz Hohmann. 1984, ISBN 3-88094-475-X. RK-Heft Nr. 295
- Die Heiligkreuzkapelle in Wegberg-Kipshoven. Von Carl-Wilhelm Clasen. 2. Aufl., 1986, ISBN 3-88094-467-9. RK-Heft Nr. 143
- Die Wallfahrts- und Pfarrkirche in Weidingen (Verbandsgemeinde Neuerburg). Von Bernd Altmann. 1995, ISBN 3-88094-799-6. RK-Heft Nr. 416
- Die katholische Pfarrkirche Hl. Kreuz in Weilerswist-Vernich. Von Franz Schorn. 1987, ISBN 3-88094-589-6 (im Heft irrtümlich mit Endziffer 582-9). RK-Heft Nr. 325
- Wermelskirchen im Bergischen Land. Von Lothar Kellermann. 1998, ISBN 3-88094-835-6. RK-Heft Nr. 430
- Wellmich am Mittelrhein mit Burg Maus und Kloster Ehrenthal. Von Magnus Backes. 2. Aufl., 1977, ISBN 3-88094-135-1. RK-Heft Nr. 162
- Wesel. Von Trude Cornelius. Neuß 1960 (ohne Nr.)
- Die Willibrordikirche in Wesel. Von Hans Merian. 2., neu bearb. Aufl., 1983, ISBN 3-88094-436-9. RK-Heft Nr. 113
- Westerburg. Burg und Kirchen. Von Hermann Josef Roth. 2010, ISBN 978-3-86526-055-0. RK-Heft Nr. 523
- Zitadelle Wesel, von Josef Vogt. 2015, ISBN 978-3-86526-110-6. RK-Heft Nr. 557
- Wickrathberg an der Niers. Von Michael Marx. 2000, ISBN 3-88094-859-3. RK-Heft Nr. 450
- Wiehl-Marienhagen. Von Joachim Kleinmanns. 2., neu bearb. Aufl., 1987, ISBN 3-88094-571-3. RK-Heft Nr. 74
- Die alten Kirchen in der Gemeinde Windeck (Sieg). Von Hildegard Simon-Kisky. [Pfarrkirche St. Laurentius, Dattenfeld / Pfarrkirche St. Peter, Herchen / Evangelische Kirche, Leuscheid / Evangelische Salvatorkirche, Rosbach]. 1996, ISBN 3-88094-801-1. RK-Heft Nr. 417
- Die Pfarrkirche in Wirft-Kirmutscheid bei Adenau und ihre Filialkapellen. Von Hermann Josef Koch. 1983, ISBN 3-88094-437-7. RK-Heft Nr. 278
- Stadt Wittlich. Von Klaus Freckmann. 2., veränd. Aufl., 1982, ISBN 3-88094-355-9. RK-Heft Nr. 199
- Die evangelische Dreifaltigkeitskirche in Worms. Von Fritz Reuter. 2003, ISBN 3-88094-904-2. Rk-Heft Nr. 476
- The Reformation Memorial Church of the Holy Trinity in Worms. By Fritz Reuter. 2003, ISBN 3-88094-905-0. Rk-Heft Nr. 476 a
- Die Magnuskirche in Worms. Von Karsten Preßler. 2002, ISBN 3-88094-889-5. RK-Heft Nr. 469
- Der Alte Judenfriedhof zu Worms. Von Otto Böcher. 7. Aufl., 1992, ISBN 3-88094-711-2. RK-Heft Nr. 148
- Die Liebfrauenkirche in Worms und ihre Fenster. Von Otto Böcher u. Leonhard Veith. 1998, ISBN 3-88094-830-5. RK-Heft Nr. 429
- Die Lutherkirche zu Worms. Von Otto Böcher. RK-Heft Nr. 138, Köln 2011 (3., neu bearb. Auflage)
- Die Lutherkirche zu Worms. Von Otto Böcher. 2., neu bearb. Aufl., 1987, ISBN 3-88094-584-5. RK-Heft Nr. 138
- Das St.-Andreas-Stift zu Worms. Von Otto Böcher. 2., überarb. Aufl., 1993, ISBN 3-88094-734-1. RK-Heft Nr. 172
- Schloß Herrnsheim in Worms. Von Irene Spille. 1988, ISBN 3-88094-607-8. RK-Heft Nr. 336
- Die Kirchen St. Peter und Maria Himmelskron zu Worms-Hochheim. Von Otto Böcher. 1978, ISBN 3-88094-230-7. RK-Heft Nr. 207
- Maria Himmelskron in Worms-Hochheim. Von Otto Böcher. 2005, ISBN 3-88094-926-3. RK-Heft 487
- Worms-Ibersheim. Von Irene Spille. 1994, ISBN 3-88094-758-9. RK-Heft Nr. 397
- Worms-Pfeddersheim. Von Irene Spille. 1988, ISBN 3-88094-594-2. RK-Heft Nr. 328
- Evangelische Kirche Wülfrath. Von Christine Schumann. RK-Heft Nr. 532, Köln 2011
- Wülfrath und das Niederbergische Museum. Von Willi Münch. 3., veränd. Aufl., 1981, ISBN 3-88094-378-8. RK-Heft Nr. 137
- Stadt Würselen bei Aachen. Von Dieter Wynands. 1984, ISBN 3-88094-464-4. RK-Heft Nr. 290
- Der Skulpturenpark Waldfrieden in Wuppertal. Von Hermann J. Mahlberg und Hella Nußbaum, 2011, ISBN 978-3-86526-063-5, RK-Heft Nr. 529
- Die Kirchenbauten in Wuppertal-Elberfeld. Von Klaus Pfeffer. 1980, ISBN 3-88094-301-X. RK-Heft Nr. 229
- Profanbauten des 19. Jahrhunderts in Wuppertal-Elberfeld. Von Klaus Pfeffer. 1979, ISBN 3-88094-286-2. RK-Heft Nr. 214

### X
- Xanten-Marienbaum. Von Karl-Heinz Hohmann. 3. veränd. Aufl., 1993, ISBN 3-88094-748-1. RK-Heft Nr. 139
- Der Dom zu Xanten. Von Hans Peter Hilger. 3. Aufl., 1985, ISBN 3-88094-523-3. RK-Heft Nr. 275

### Z
- Zell an der Mosel mit Kaimt und Merl. Von Alfons Friderichs u. Karl Josef Gilles. 1976, ISBN 3-88094-011-8. RK-Heft Nr. 179
- Zons. Von Karl Emsbach. 2006, ISBN 3-86526-004-7. RK-Heft Nr. 496
- Historische Orgeln im Stadtgebiet von Zülpich. Von Franz-Josef Vogt. 1998, ISBN 3-88094-826-7. RK-Heft Nr. 426
- Burg Langendorf in Zülpich. Von Harald Herzog. 1994, ISBN 3-88094-756-2. RK-Heft Nr. 398
- Burg Lengendorf in Zülpich. Von Harald Herzog. 1994, ISBN 3-88094-756-2. RK-Heft Nr. 398 a, engl. Ausgabe
- Stadt Zülpich von Heinz Firmenich. 1. Auflage, 1978, ISBN 3-88094-184-X. RK-Heft Nr. 192
- Zülpich. Von Hans-Gerd Dick. 2014, ISBN 978-3-86526-103-8. RK-Heft Nr. 552
- St. Peter in Zülpich. Von Martin Seidler. 2014, ISBN 978-3-86526-104-5. RK-Heft Nr. 553